# هاروهیکو ساتو
هاروهیکو ساتو (انگلیسی: Haruhiko Sato؛ زادهٔ ۲۷ ژوئن ۱۹۷۸) بازیکن فوتبال اهل ژاپن است.
از باشگاه‌هایی که در آن بازی کرده‌است می‌توان به باشگاه فوتبال ساگان توسو اشاره کرد.